# 왼위정맥
왼위정맥(left gastric vein) 또는 좌위정맥(左胃靜脈)은 위의 작은굽이에서 혈액을 모으는 정맥이다.

## 구조
왼위정맥은 위의 작은굽이를 따라 오른쪽에서 왼쪽으로 주행한다. 위와 식도 간의 연결 지점을 지날 때에는 몇 개의 식도정맥이 왼위정맥으로 합류한다. 그 후 왼위정맥은 뒤쪽으로 돌아 그물막주머니 뒤에서는 왼쪽에서 아래쪽으로 주행한다. 이자의 위쪽 경계에 이르면 간문맥으로 합류한다.

## 기능
왼위정맥은 위의 작은굽이에서 산소가 부족한 혈액을 모은다. 또한 아래쪽 식도의 체순환계(홀정맥)와 간문맥 간의 곁순환 역할을 한다.

## 임상적 중요성
식도정맥류는 주로 역류한 왼위정맥에 의해 형성되며, 일반적으로 홀정맥이나 반홀정맥으로 이어진다.

## 같이 보기
- 오른위정맥

## 참고 문헌
이 문서는 현재 퍼블릭 도메인에 속하는 그레이 해부학 제20판(1918) page 682의 내용을 기초로 작성된 글이 포함되어 있습니다.
1. 1 2 3 4  Chiva, Luis M.; Magrina, Javier (2018년 1월 1일),  Ramirez, Pedro T.; Frumovitz, Michael; Abu-Rustum, Nadeem R., 편집., “Chapter 2 - Abdominal and Pelvic Anatomy”, 《Principles of Gynecologic Oncology Surgery》 (영어) (Elsevier), 3–49쪽, doi:10.1016/b978-0-323-42878-1.00002-x, ISBN 978-0-323-42878-1, 2021년 1월 24일에 확인함
2. ↑  Siegelman, E.: "Body MRI", 47쪽. Saunders, 2004